# V Canum Venaticorum
V Canum Venaticorum är en halvregelbunden variabel (SRA) i stjärnbilden Jakthundarna. 
Stjärnan varierar mellan visuell magnitud +6,52 och 8,56 med en period av 191,89 dygn.